# Neopringlea integrifolia
Neopringlea integrifolia là một loài thực vật có hoa trong họ Liễu. Loài này được (Hemsl.) S. Watson mô tả khoa học đầu tiên năm 1891.